# Pierre Bailly
Félix Pierre Victor Bailly (ur. 8 marca 1889 w Wersalu, zm. 25 stycznia 1973 w Châteauneuf-sur-Loire) – francuski architekt, złoty medalista Olimpijskiego Konkursu Sztuki i Literatury 1932. 

## Życiorys
W latach 1917–1920 pobierał nauki w École nationale supérieure des beaux-arts w Paryżu, po czym pracował jako architekt w Wersalu. Początkowo jego współpracownikami byli Gustave Saacké i Jacques Lambert. Na wystawę „1925, quand l'Art Déco séduit le monde”, która odbyła się w Paryżu, zaprojektowali Pavillon des Diamantaires. Są również twórcami Stade Jean-Bouin w Paryżu (w 2010 roku został zburzony i ponownie wybudowany). W 1928 roku wyjechał do Wenezueli wraz z Saacké, gdzie zaprojektowali wiele budowli (m.in. Muzeum Antropologii i Historii w Maracay). Od około 1930 roku Bailly i Saacké podjęli kooperację z Pierre’em Montenotem. Razem utworzyli projekt budowy cyrku przeznaczonego do walk byków (fr. Cirque pour Toros), za który w 1932 roku otrzymali złoty medal w Olimpijskim Konkursie Sztuki i Literatury w kategorii projektów architektonicznych. Do konkursu architektury zgłosili jeszcze plany stadionu pływackiego i centrum promocji pływania (nie zdobyły wyróżnień). Podczas Wystawy Kolonialnej 1931 w Paryżu, Bailly wraz Montenotem i Saacké byli odtwórcami domów Kanaków i Maorysów.
Bailly był również malarzem i rysownikiem. W 1936 roku został Kawalerem Legii Honorowej.